# Fredericton Junction
Fredericton Junction är en ort i Kanada.   Den ligger i provinsen New Brunswick, i den sydöstra delen av landet, 700 km öster om huvudstaden Ottawa. Fredericton Junction ligger 10 meter över havet och antalet invånare är 752.
Terrängen runt Fredericton Junction är huvudsakligen platt. Fredericton Junction ligger nere i en dal.Runt Fredericton Junction är det glesbefolkat, med 8 invånare per kvadratkilometer.. Närmaste större samhälle är Rusagonis, 15,8 km norr om Fredericton Junction. 
I omgivningarna runt Fredericton Junction växer i huvudsak blandskog.